# Tibor Pankár
Tibor Pankár (Körmend, 26 ottobre 1976) è un ex cestista ungherese.

## Carriera
Con l'Ungheria ha disputato i Campionati europei del 1999.